# Tunnelbaneolyckan i Moskva 2014
Tunnelbaneolyckan i Moskva 2014 inträffade den 15 juli 2014 när ett tunnelbanetåg spårade ur mellan stationerna Park Pobedy och Slavjanskij Bulvar. 23 personer omkom och 160 skadades.